# Jean-Baptiste Hilarion Dubourg
Jean-Baptiste Hilarion Dubourg est un homme politique français né en 1749 à Beauvais (Oise) et décédé le 5 juin 1810 à Amiens (Somme).

## Biographie
Accusateur public près le tribunal criminel de Beauvais, il est élu député de l'Oise au Conseil des Anciens le 26 germinal an VII. Il entre au Corps législatif le 4 nivose an VIII. Il est nommé juge au tribunal d'appel d'Amiens le 11 germinal an XI (1er avril 1803), puis devient premier président et le reste jusqu'à son décès.

## Pour approfondir